# 樊代明
樊代明（1953年11月7日—），重庆市人，汉族，中国消化病学专家，第十一届全国人民代表大会解放军代表。

## 生平
毕业于第四军医大学消化病学专业，是中共党员。担任第四军医大学副校长。2008年起担任全国人大代表。2018年2月24日，当选为第十三届全国人大代表。